# Kanaalweg (Utrecht)
De Kanaalweg is een weg in de Nederlandse stad Utrecht. De Kanaalweg loopt vanaf het fietspad onder de Socratesbrug door dat aftakt van de Zeehaenkade, tot aan waar het Merwedekanaal in het Amsterdam-Rijnkanaal uitmondt en zich het stadsstrand bevindt. Vanwege de lengte en de verknipping in wegdelen is de weg berucht bij automobilisten die niet tevoren nagaan aan welk wegdeel zich een perceel bevindt. Bovendien zijn sommige delen als fietspad dan wel als -straat ingericht en enkel via ventwegen te bereiken.
Aan de Kanaalweg liggen tal van monumentale panden, bouwwerken en bedrijven zoals onder andere de aardewerkfabriek Mobach, de Villa Jongerius, het Muntsluizencomplex, diverse bruggen en de voormalige Stichtse Olie- en Lijnkoekenfabriek, op het laatst van haar bestaan Cereol geheten. Deze laatste sojafabriek veroorzaakte veel stankoverlast. In 2008 is de toen al jaren stilgelegde Cereolfabriek die de status van beschermd industrieel monument zou verkrijgen, afgebrand. Er werd tevoren al nagedacht om het als rijksmonument langs het Merwedekanaal om te vormen tot een cultuurhuis met een bibliotheek, theater, schoolklassen, gymzaal en kantoorruimte.; dit plan is deels uitgevoerd.

## Topografie
De straten langs de tegenoverliggende oever van het Merwedekanaal heten respectievelijk van zuid naar noord Merwedekade, Heycopstraat, Voorsterbeeklaan, Roldieperhof, Fentener van Vlissingenkade, Muntkade, Leidsekade, Billitonkade, Keulsekade.
De Kanaalweg kruist dan wel loopt (als voet- en fietspad) onderdoor een aantal bruggen. Van zuid naar noord zijn dit de Socratesbrug (die de Beneluxlaan en de Socrateslaan verbindt), de Balijebrug (verbindt de Koningin Wilhelminalaan met de Balijelaan), de Nelson Mandelabrug (waarover de Doctor M.A. Tellegenlaan de Van Zijstweg verbindt), een loopbrug tussen de Jaarbeurs en een parkeergarage en -terrein, de Sowetobrug (verbindt de Weg der Verenigde Naties met de Graadt van Roggenweg), de Muntbrug (waarover de Leidseweg loopt), het Muntsluizencomplex (waarvan de Muntsluisbrug deel uitmaakt) tussen de Everard Meijsterlaan en de Groeneweg, en de Spinozabrug (verbindt de Lessinglaan met de Spinozaweg).
Vanuit oostelijke richting het Park Oog in Al naderend, vlak voorbij de Leidseweg, kruist de Kanaalweg de Leidse Rijn over de ijzeren ophaalbrug Leidsche Rijn, en eenmaal het park voorbij takt de Goethelaan over de Goethebrug aan.
Naast de Kanaalweg bevindt zich een parkeerterrein voor de Jaarbeurs tussen de tijdelijke locatie van het Holland Casino en de Truus van Lierlaan, en is er over het Merwedekanaal een loopbrug om bij de Jaarbeursgebouwen te kunnen komen.
Zijstraten van de Kanaalweg zijn de (ventweg van de) Beneluxlaan, Europaplein (voordat City Campus MAX aan het Europaplein gebouwd werd en voordat de panden Beneluxlaan 1002-1008 in 2010 gesloopt werden heette deze ventweg nog, net als aan de andere kant van de weg: Beneluxlaan), (ventwegen van de) Koningin Wilhelminalaan, Doctor M.A. Tellegenlaan, Truus van Lierlaan, Admiraal Helfrichlaan, Weg der Verenigde Naties, Ravellaan, Leidseweg, Everard Meijsterlaan, Shakespearelaan, Goethelaan, Dantelaan, Lessinglaan en de Cervanteslaan. Tussen de Everard Meijsterlaan en de Goethelaan bevindt zich ook nog een aftakking van de Kanaalweg die loopt tot aan de Byronlaan waar hij in overgaat.

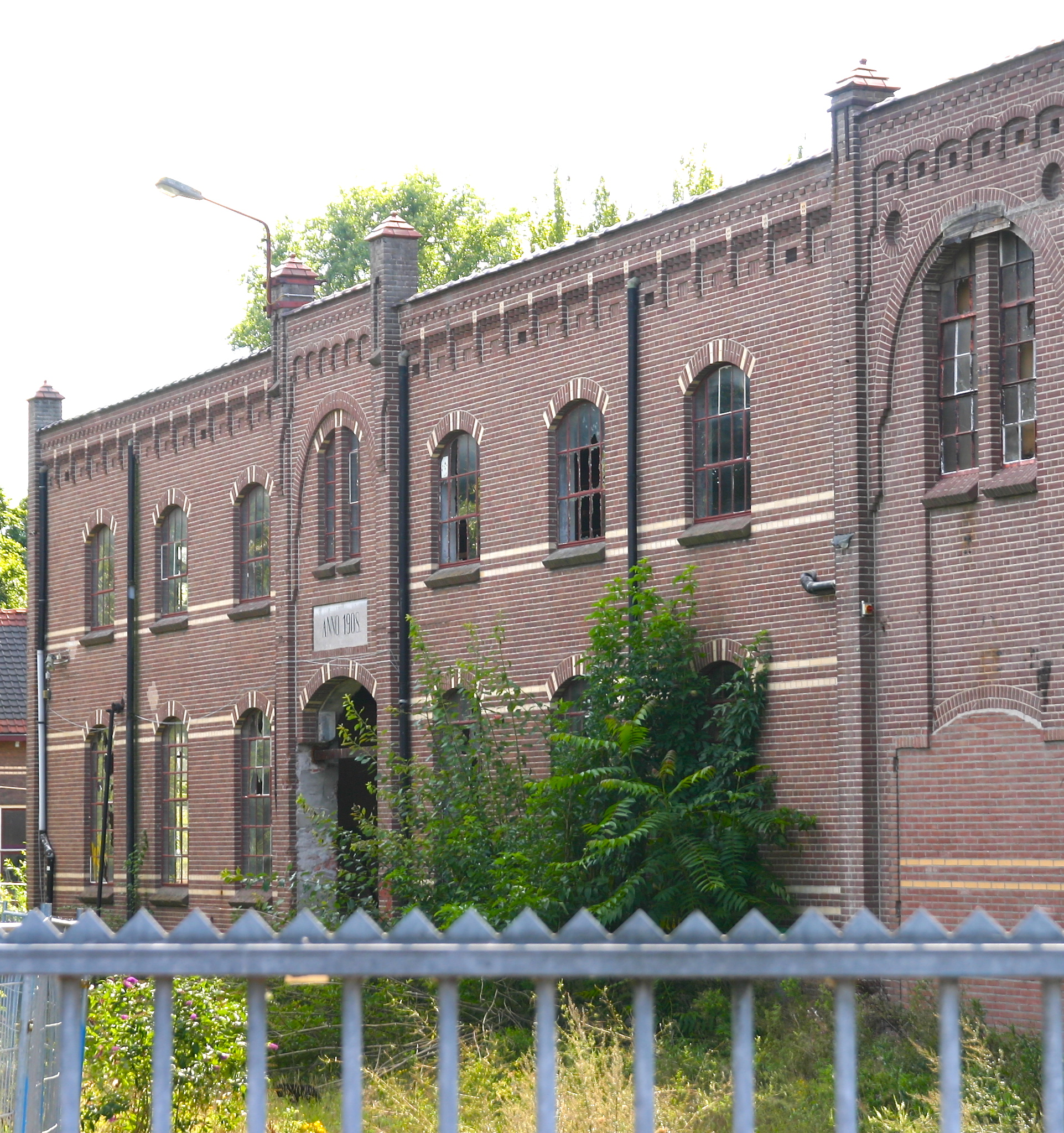
Stichtse Olie- en Lijnkoekenfabriek (1906-1908) aan de Kanaalweg 91 (monumentaal)
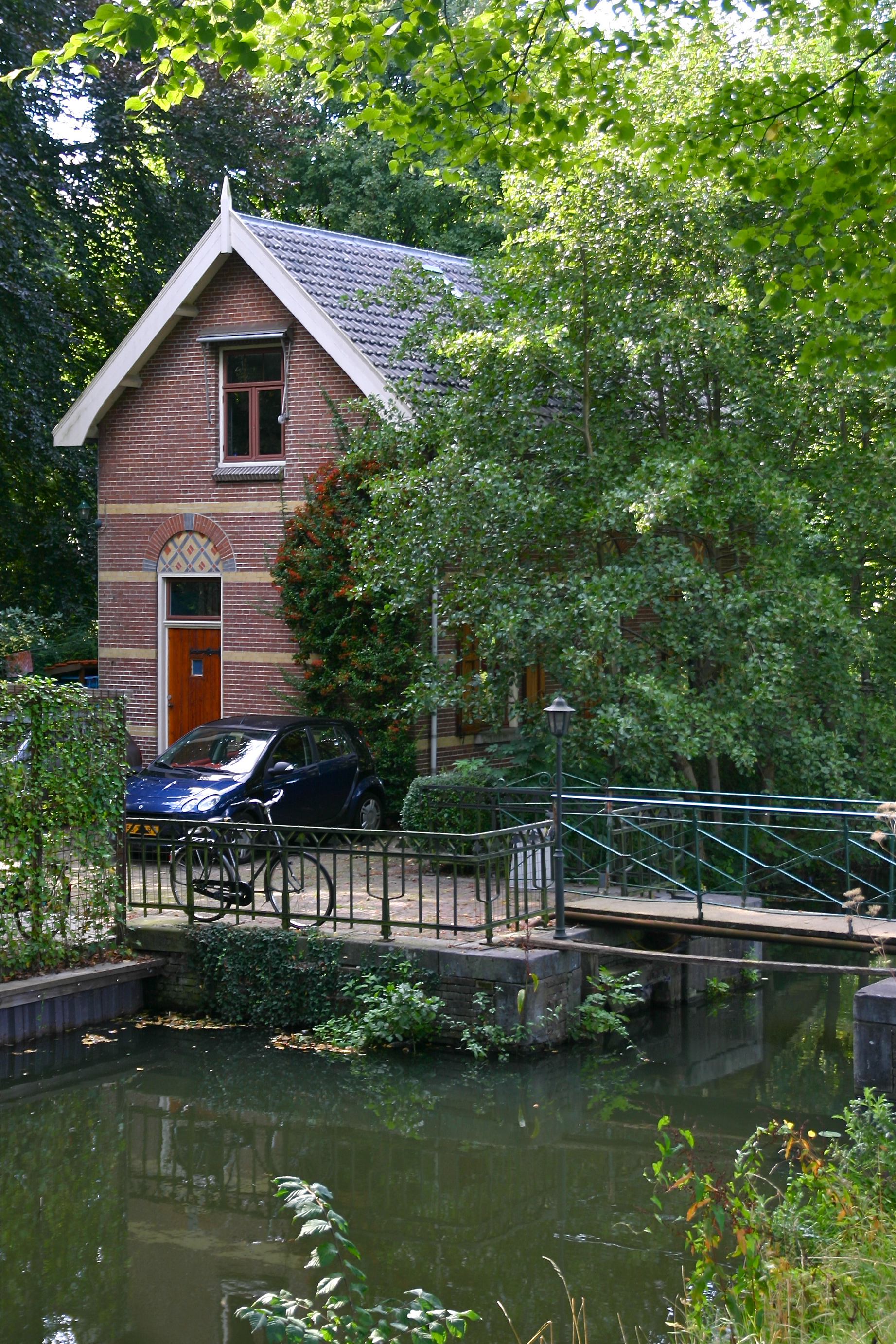
Dienstwoning (1900) Stichtse Olie- en Lijnkoekenfabriek aan de Kanaalweg 90 (monumentaal)
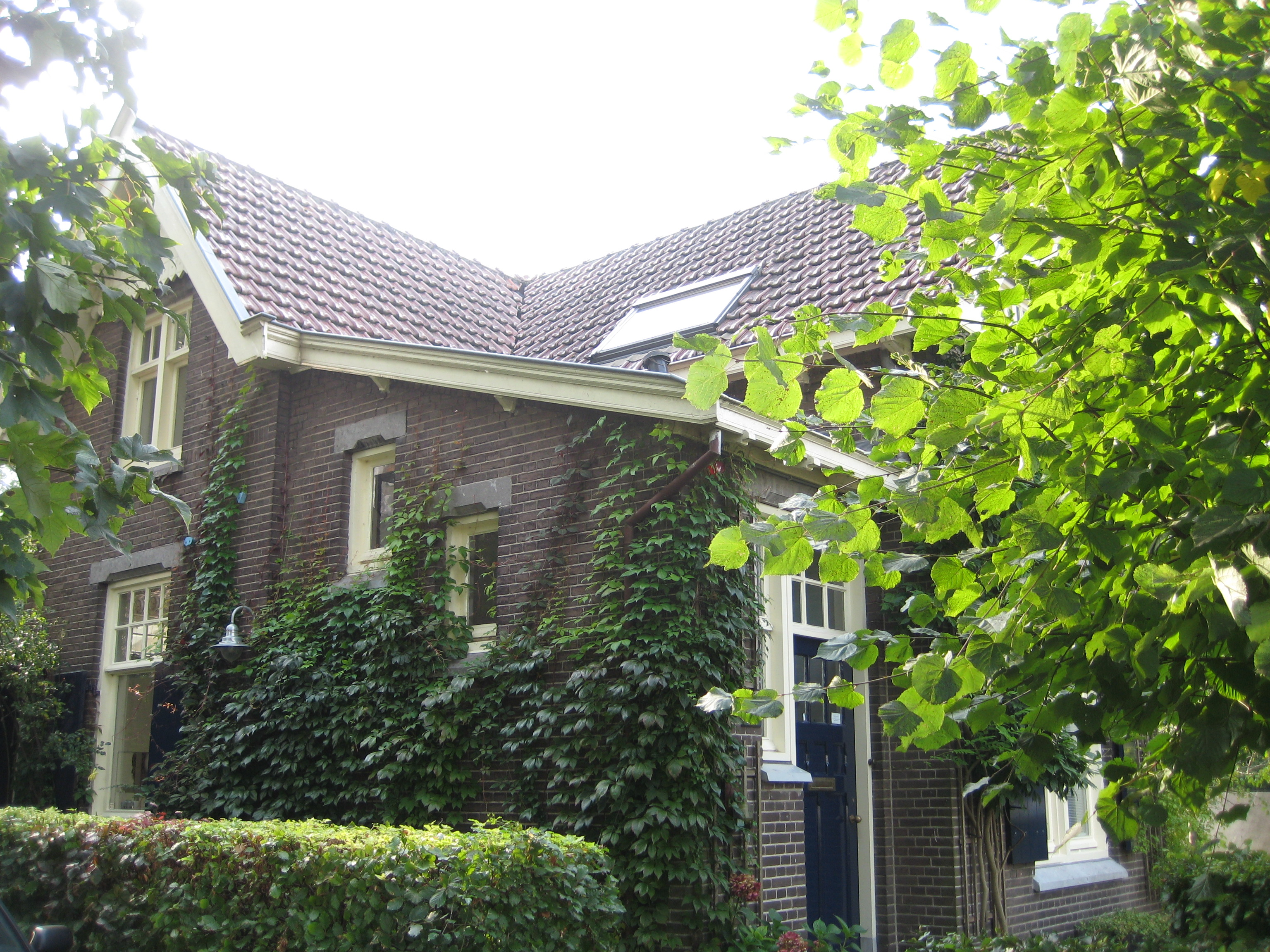
Dienstwoning (1900) Merwedesluiscomplex aan de Kanaalweg 89 (monument)
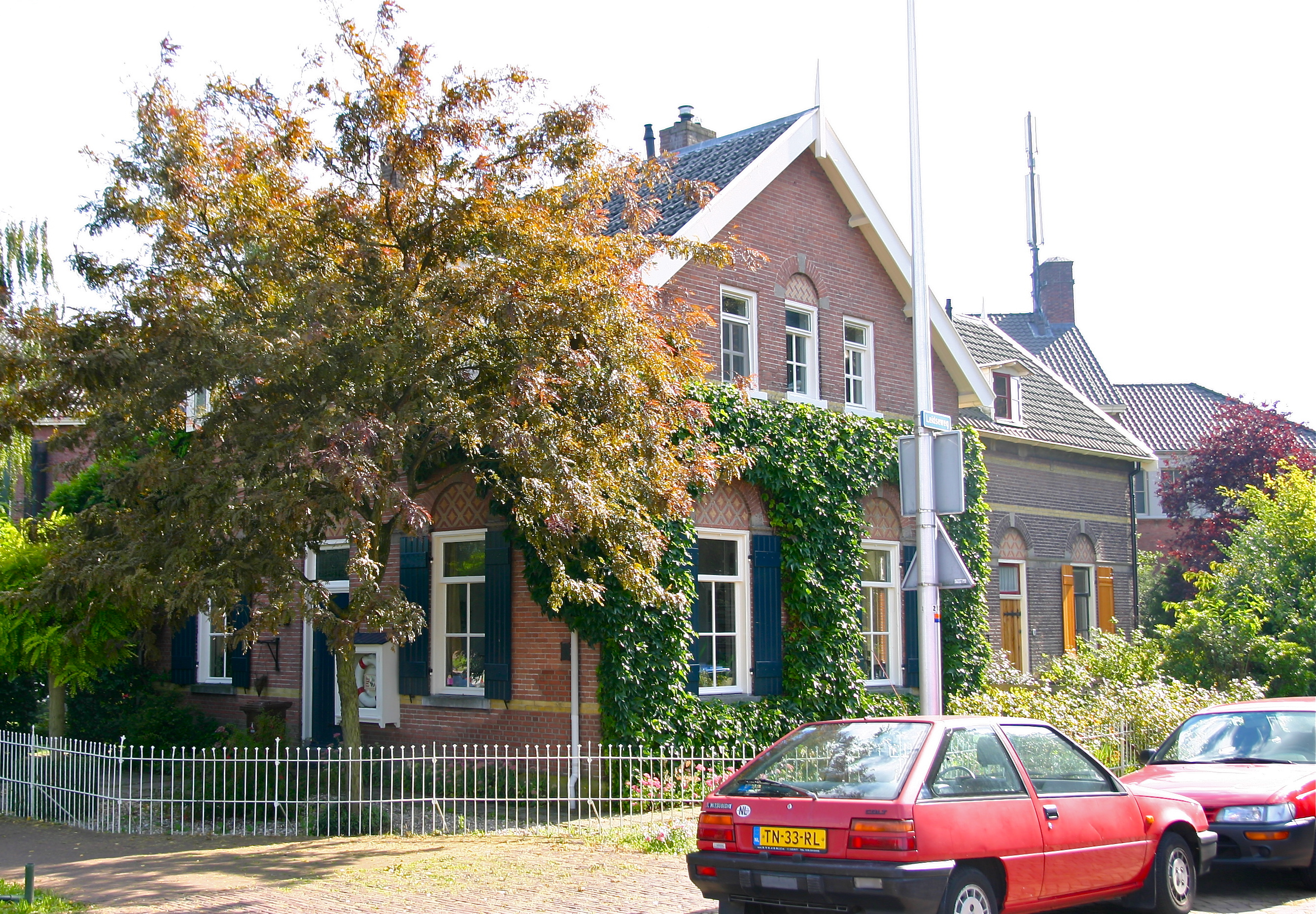
Dienstwoning (sluiswachterswoning 1900) aan de Kanaalweg 88 (monumentaal)
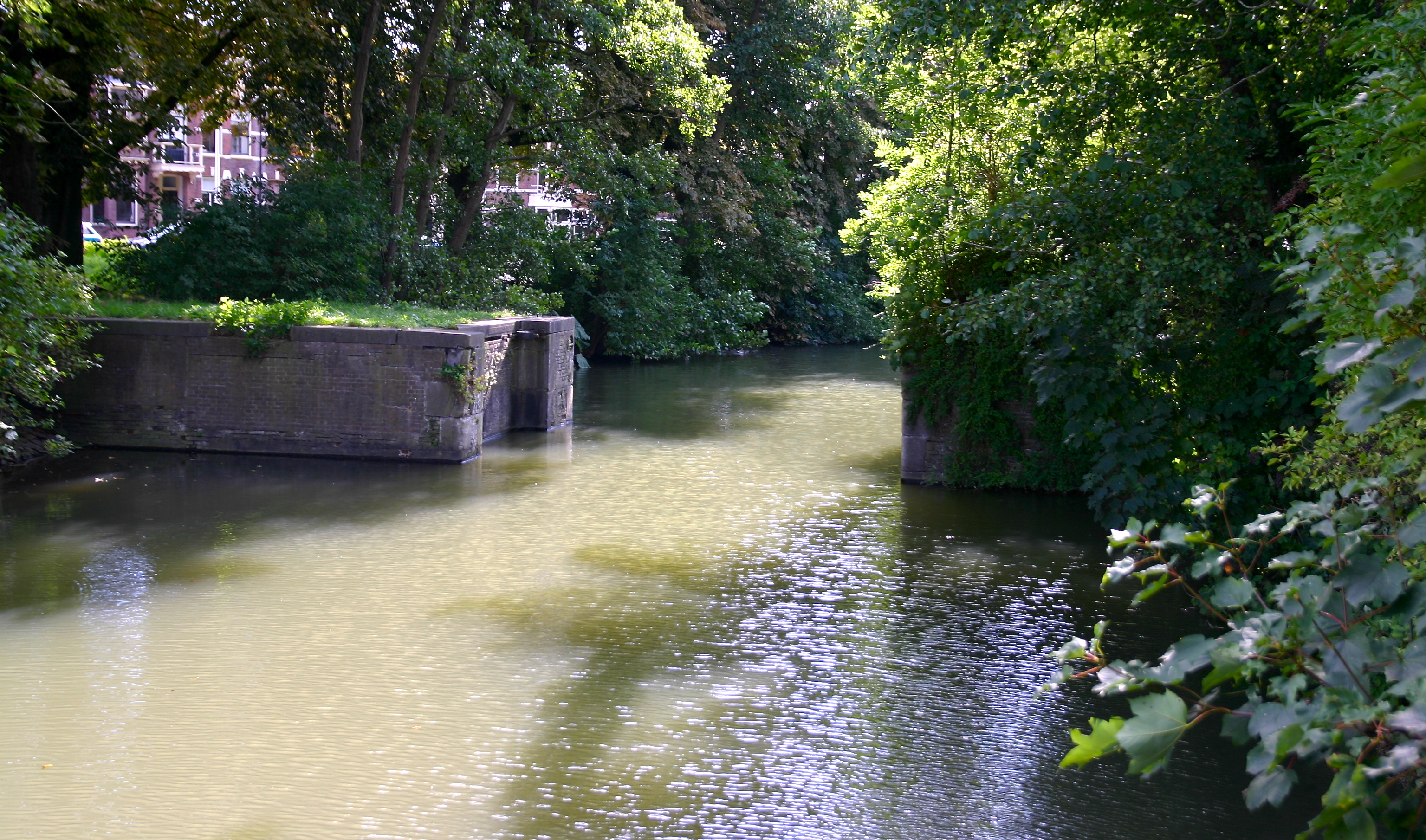
Sluisje (1889) ter hoogte van Kanaalweg 88 (monumentaal)
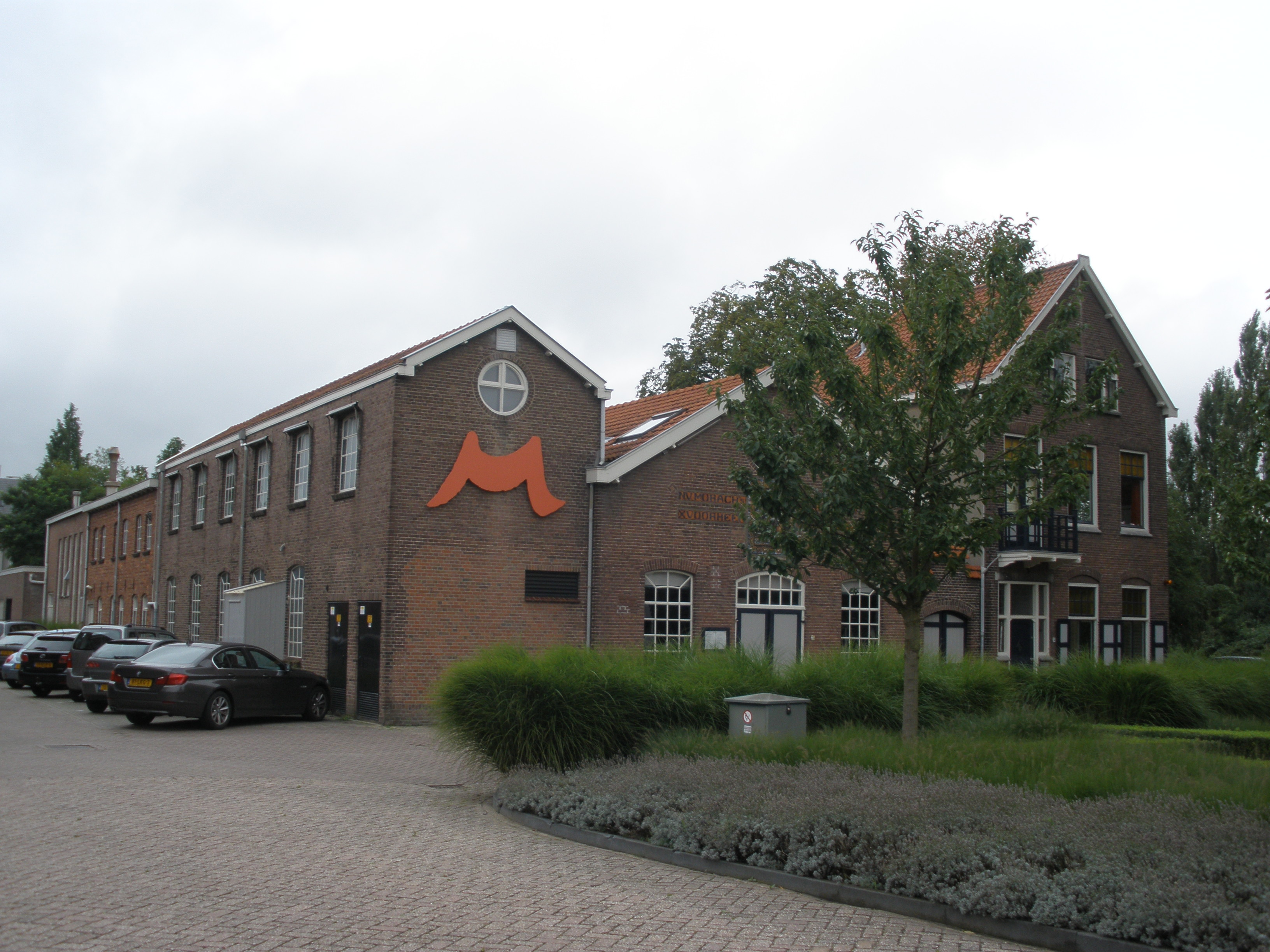
Mobach (1913) aan de Kanaalweg 25 (monumentaal)
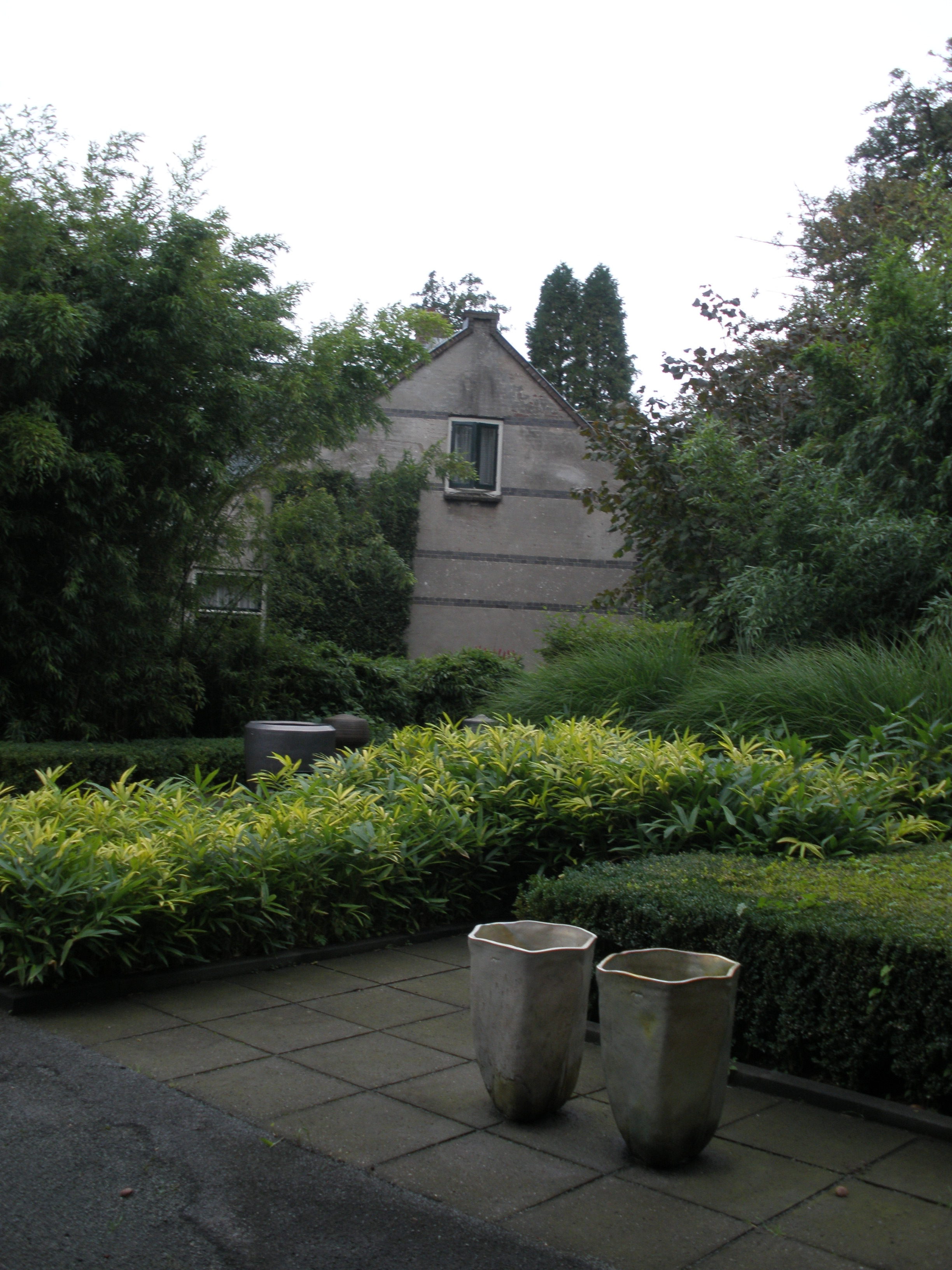
Arbeiderswoning (1895-1913) Mobach aan de Kanaalweg 25 (monumentaal)
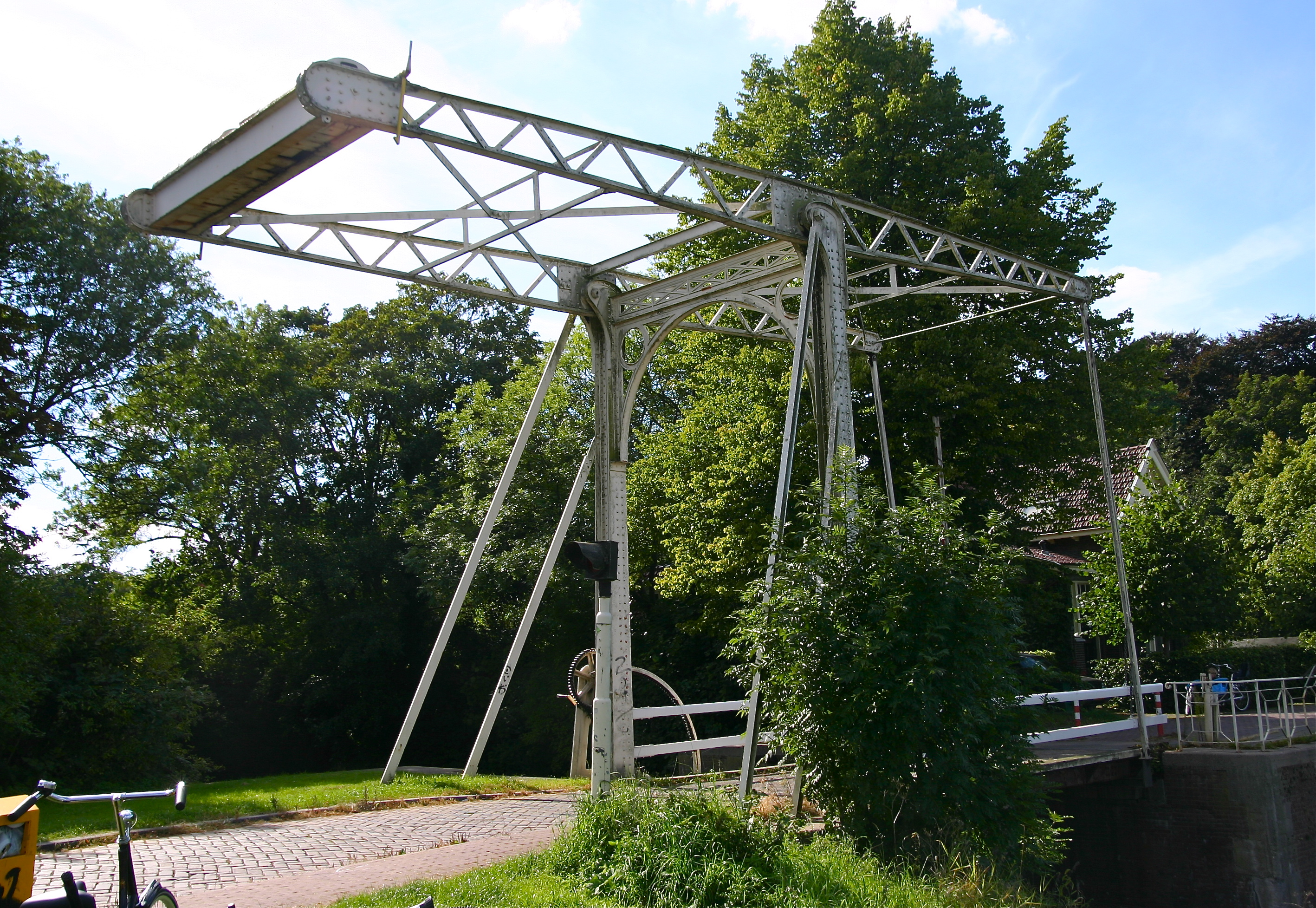
Ophaalbrug Leidsche Rijn aan de Kanaalweg (1886-1888) (monument)
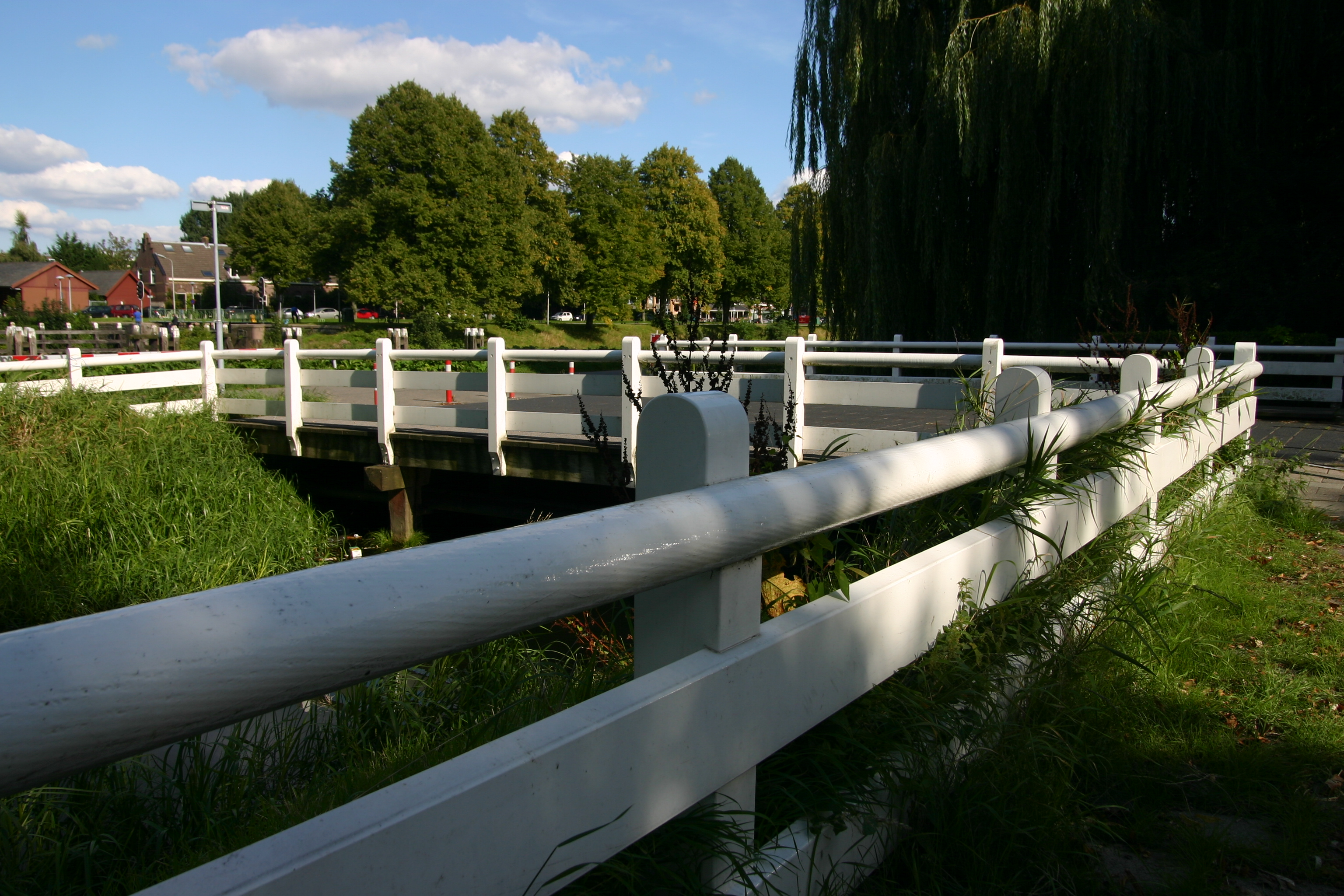
Goethebrug (1936) aan de Kanaalweg (monument)